# Мекен (Вісконсин)
Мекен (англ. Mecan) — місто (англ. town) в США, в окрузі Маркетт штату Вісконсин. Населення — 752 особи (2020).

## Демографія
Згідно з переписом 2010 року, у місті мешкало 686 осіб у 324 домогосподарствах у складі 215 родин. Було 801 помешкання
Расовий склад населення:
| - 96,9 % — білих - 1,7 % — чорних або афроамериканців - 0,3 % — азіатів - 0,1 % — корінних американців |

До двох чи більше рас належало 0,6 %. Частка іспаномовних становила 0,9 % від усіх жителів.
За віковим діапазоном населення розподілялося таким чином: 14,1 % — особи молодші 18 років, 55,7 % — особи у віці 18—64 років, 30,2 % — особи у віці 65 років та старші. Медіана віку мешканця становила 54,4 року. На 100 осіб жіночої статі у місті припадало 109,8 чоловіків;  на 100 жінок у віці від 18 років та старших — 108,9 чоловіків також старших 18 років.
Середній дохід на одне домашнє господарство  становив 64 138 доларів США (медіана — 39 250), а середній дохід на одну сім'ю — 79 472 долари (медіана — 52 500). Медіана доходів становила 43 125 доларів для чоловіків та 35 781 долар для жінок. За межею бідності перебувало 15,3 % осіб, у тому числі 20,4 % дітей у віці до 18 років та 4,1 % осіб у віці 65 років та старших.
Цивільне працевлаштоване населення становило 234 особи. Основні галузі зайнятості: виробництво — 21,4 %, освіта, охорона здоров'я та соціальна допомога — 19,2 %, транспорт — 16,7 %, роздрібна торгівля — 15,0 %.